# Zhang Yingying (tafeltennisser)
Zhang Yingying, Chinees: 张莹莹, (januari 1983) is een voormalig Chinees professioneel tafeltennisster. Zhang is haar achternaam.

## Belangrijkste resultaten
- WK
  -  Goud in de gemengd dubbel in 1999 met Ma Lin in Eindhoven.
  -  Brons in het dubbelspel in 1999 met Zhang Yining in Eindhoven.
  -  Brons in het dubbelspel in 2001 met Zhang Yining in Osaka.